# Actenoides lindsayi
Actenoides lindsayi е вид птица от семейство Alcedinidae. Видът е незастрашен от изчезване.

## Разпространение
Разпространен е във Филипините.